# Альхаминг
Альхаминг (нем. Allhaming) — коммуна (нем. Gemeinde) в Австрии, в федеральной земле Верхняя Австрия.
Входит в состав округа Линц. Население составляет 1018 человек (на 1 января 2005 года). Занимает площадь 14 км². Официальный код — 41001.

## Население
| Год  | Численность | Численность |
| ---- | ----------- | ----------- |
| 2016 | 1148        | [ 1 ]       |
| 2018 | 1174        | [ 2 ]       |

## Политическая ситуация
Бургомистр коммуны — Йоахим Кройцингер (АНП) по результатам выборов 2003 года.
Совет представителей коммуны (нем. Gemeinderat) состоит из 13 мест.
- АНП занимает 8 мест.
- СДПА занимает 5 мест.